# Julien Chouquet
Pour les articles homonymes, voir Chouquet.
Pas d'image ? Cliquez ici

a Compétitions nationales et continentales officielles uniquement.

Dernière mise à jour le 11 octobre 2019.
Julien Chouquet est un joueur de rugby à XV français, né le 30 mai 1987 à Toulon (Var), qui évolue au poste d'arrière ou de centre (1,83 m pour 91 kg). 

## Carrière
- 1992-2004 : RC Toulon
- 2004-2005 : Stade toulousain
- 2005-2009 : RC Toulon
- 2009-2011 : Union Bordeaux Bègles
- 2011-2013 : La Seyne
- 2013-2014 : RO Grasse
- 2014-2015 : RC Hyères-Carqueiranne

## Palmarès
- Champion de France de Pro D2 : 2008
- Demi-finaliste du championnat de France Espoirs : 2006
- Champion de France Crabos : 2005
- Finaliste du challenge Gaudermen : 2004